# John Exton (cónego)
John Exton (falecido em 1430) foi um cónego de Windsor de 1405 a 1430.

## Carreira
Ele foi nomeado:
- Prebendário da Igreja de Santa Maria de Castro, Leicester 1404 - 1405
- Auditor da Capela de São Jorge, Castelo de Windsor 1410 - 1411

Ele foi nomeado para a sexta bancada na Capela de São Jorge, Castelo de Windsor em 1404 e ocupou a canonaria até 1430.